# Ludwik Skubiszewski

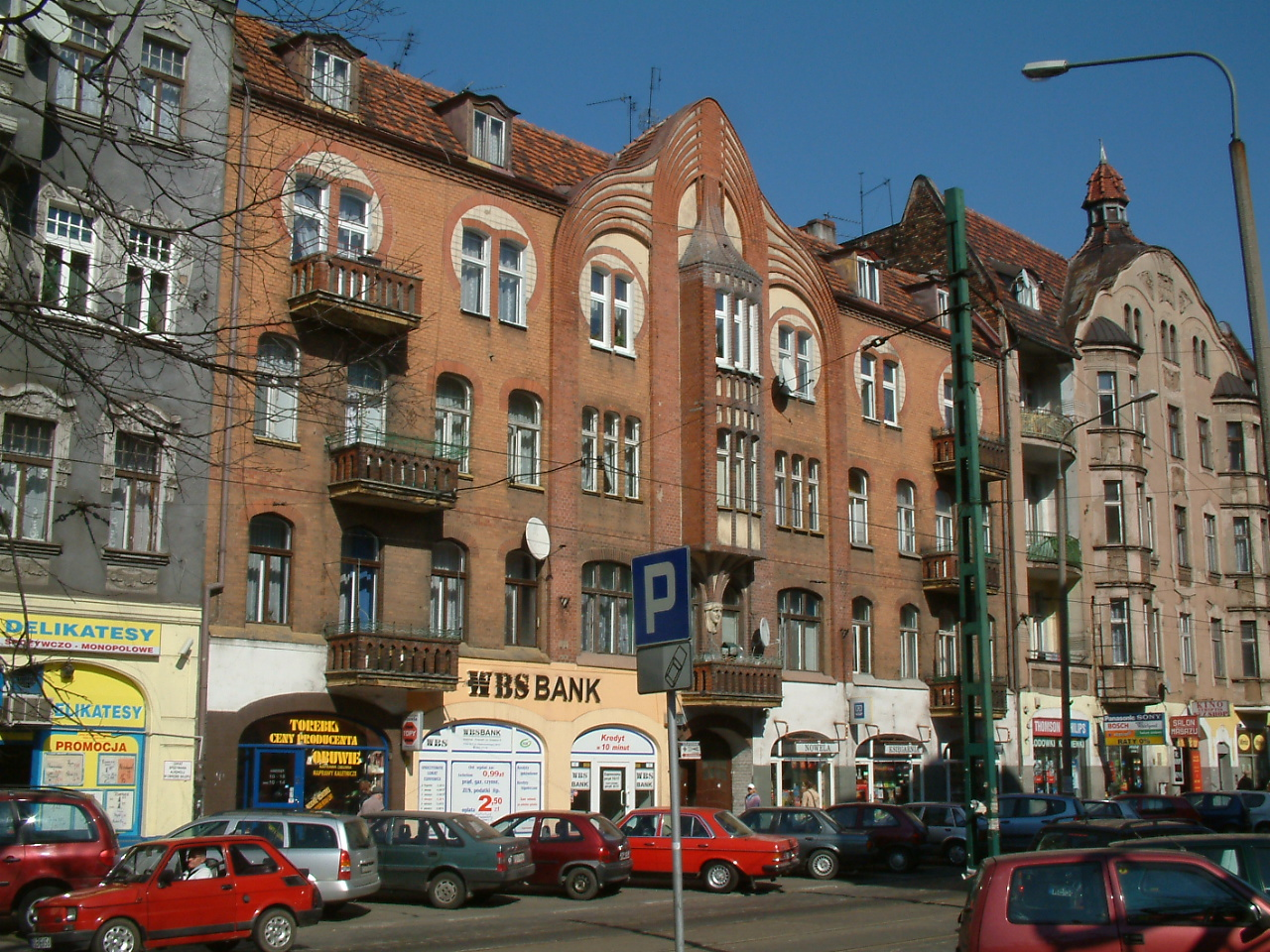
Kamienica Józefa Leitgebera Poznań

Ludwik Marcin Skubiszewski (ur. 7 sierpnia 1886 w Czemiernikach, zm. 7 grudnia 1957 w Poznaniu) – lekarz, profesor Uniwersytetu Poznańskiego.

## Życiorys
Ludwik Skubiszewski urodził się w Czemiernikach, a jego rodzicami byli Marcin Skubiszewski, drobny właściciel ziemski oraz Józefa z domu Kozak i miał dwie siostry – Janinę i Cecylię – oraz brata Feliksa. Był w gimnazjum, do którego uczęszczał w Lublinie, członkiem tajnych organizacji niepodległościowych i w 1905 uczestniczył w strajku szkolnym. Za udział w nim został z gimnazjum wydalony, więc maturę zdał w Białej Podlaskiej. Studiował na wydziale lekarskim Uniwersytetu Kijowskiego, które ukończył w 1914, a w 1917 doktoryzował się. Przez dwa lata pracował w Warszawie u profesora J. Pożaryskiego w prosektorium Szpitala Dzieciątka Jezus oraz Zakładzie Anatomii Patologicznej. Asystent profesora A. Szymanowskiego w Kijowie, a następnie do 1919 w szpitalu Czerwonego Krzyża był prosektorem i lekarzem zarządzającym. W Millerowie nad Donem prowadził również badania nad chorobami zakaźnymi. Na początku 1920 w szpitalu w Warnie był jego ordynatorem. Od 1920 do 1922 w Zakładzie Anatomii Patologicznej Uniwersytetu Warszawskiego był starszym asystentem. Do stycznia 1921 przy Szpitalu Okręgowym Wojska Polskiego w Grudziądzu kierował Zakładem Anatomii Patologicznej. W tym samym roku ponownie się doktoryzował, a w 1923 habilitował się z anatomii patologicznej. W 1922 na UP był organizatorem i kierownikiem Zakładu Anatomii Patologicznej. Profesor nadzwyczajny od 1924. Podczas okupacji w Międzyrzecu Podlaskim w tamtejszym szpitalu pracował jako ordynator oddziału wewnętrznego i zakaźnego. Powrócił w 1945 do katedry do Poznania, a w 1951 przeszedł na emeryturę. Pracując na UP, nie otrzymywał wynagrodzenia, pełniąc obowiązki prosektora miejskiego. Od 1951 do śmierci wykonywał obowiązki prosektora Wojewódzkiego Szpitala Dziecięcego. Zmarł 7 grudnia 1957 w Poznaniu.
Jego żoną była Aniela Leitgeber z którą miał córkę Marię oraz synów: Krzysztofa (profesor prawa, minister spraw zagranicznych w latach 1989-91) i Piotra (profesor historii sztuki).
W latach międzywojennych mieszkał w kamienicy Józefa Leitgebera, na ulicy Dąbrowskiego 35/37 w Poznaniu.
Był autorem ponad 85 rozpraw, z których najcenniejsze dotyczą histogenezy zapaleń oraz histopatologii choroby reumatycznej. Był wybitnym dydaktykiem. Z placówki naukowej, którą kierował wyszło kilku czołowych polskich patomorfologów: Ludwik Komczyński, Kazimierz Stojałowski, Janusz Zeyland i W. Węsław. Był również współredaktorem „Prac Zakładów Anatomii Patologicznej Uniwersytetów Polskich”.
Pochowany na cmentarzu przy ul. Wojciechowskiego w Poznaniu.